# Nikołajewska Akademia Inżynieryjna
Nikołajewska Akademia Inżynieryjna, w literaturze także Nikołajewska Akademia Inżynierii (ros. Николаевская инженерная академия) – jedna z renomowanych uczelni wojskowych dla starszych oficerów Armii Imperium Rosyjskiego, założona w 1810 w Sankt Petersburgu jako Klasy Oficerskie Głównej Szkoły Inżynieryjnej (ros. Офицерские классы Главного Инженерного Училища), od 1855 jako akademia i kształcąca oficerów dyplomowanych w dziedzinie inżynierii wojskowej. 
Nikołajewska Akademia Inżynieryjna została utworzona równocześnie z akademią artylerii i, podobnie jak ona, na bazie klas oficerskich Nikołajewskiej Szkoły Inżynieryjnej. Uczelnia oferowała również dwuletni kurs z taką samą procedurą przejścia z trzeciego do czwartego roku nauki, zasadami przyjęć i ukończenia studiów jak Michajłowska Akademia Artylerii.
Od 1863 roku kandydaci musieli służyć przez co najmniej 2 lata i mieć stopień nie wyższy niż kapitan saperów wojskowych, kapitan sztabowy armii lub podporucznik gwardii. Zgodnie z przepisami z 1867 okres służby został wydłużony do 3 lat (w tym co najmniej 2 lata na stanowiskach bojowych), a dla absolwentów szkół artylerii i inżynieryjnych oraz uniwersytetów – do 2 lat; powinni posiadać stopień nie wyższy niż kapitan sztabu armii i porucznik gwardii. Dla tych, którzy ukończyli dwuletni kurs z pierwszą kategorią i wstąpili do korpusu inżynierów wojskowych, wprowadzono uzupełniający sześciomiesięczny kurs, a dla kończących z drugą kategorią przewidziano skierowanie do wojska na stanowiska bojowe.
Od 1869 roku wprowadzono 3-letni cykl studiów. Akademia studiowała fortyfikacje, rysunek fortyfikacyjny, sztukę budowlaną, rysunek budowlany, architekturę, rysunek architektoniczny, wyższą matematykę, geometrię wykreślną, topografię, rysunek topograficzny, chemię, administrację wojskową, mechanikę, historię wojskowości, kolejnictwo, mineralogię, projekty budowlane, fortyfikacji i projekty architektoniczne. 
Podczas I wojny światowej zajęcia w akademii zostały przerwane. Ogółem akademię ukończyło 2097 osób, w tym w XIX wieku — 1613 i w XX wieku — 484.
- w lipcu 1914 w związku z ogłoszeniem powszechnej mobilizacji, działalność Nikołajowskiej Akademii Inżynieryjnej została zawieszona, a wszyscy studenci akademii zostali oddelegowani do swoich jednostek;
- 1 listopada 1917 wznowiono działalność Nikołajowskiej Akademii Inżynieryjnej;

• 18 grudnia 1918 dawna Nikołajewska Akademia Inżynieryjna została rozporządzeniem Wojskowej Rady Rewolucyjnej nr 392 przemianowana na Wojskową Akademię Inżynieryjną Robotniczo-Chłopskiej Armii Czerwonej .

## Komendanci Akademii
- 26.04.1886 – 12.07.1899 – generał major Nikołaj Szilder;
- 04.08.1899 – 24.12.1905 – generał major, generał porucznik Jewgraf Saranczow;
- 10.05.1906 – generał porucznik Nikołaj Kryukow[2] .

## Wykładowcy Akademii
- Stanisław Kierbedź

## Znani absolwenci
Absolwenci - Polacy:
- Aleksander Antonowicz (1852–1932);
- Kazimierz Dubicki;
- Wojciech Falewicz (1863–1935);
- Wiktor Gawroński (1863–1946);
- Adam Jocher;
- Cezar Cui (1835–1918);
- Władysław Koziełł-Poklewski (1866–1921);
- Ignacy Kuczewski (1848–1936);
- Stanisław Rudnicki (1851–1925);
- Czesław Rybiński (1872–1928);
- Jan Wroczyński (1876–1945);
- Stanisław Żyliński (1838–1901)[3] .